# 高從禮
高從禮（1529年—1607年），字質甫，號青厓，浙江杭州府仁和縣人，民籍，明朝政治人物。

## 生平
萬曆十三年（1585年）乙酉科浙江鄉試七十四名，萬曆十四年（1586年）聯捷丙戌科會試一百八十六名，登二甲第六名。禮部觀政，任刑部山西司主事。进廣西司员外郎、雲南司郎中，出为臨江府知府，在任五載，二十五年（1597年）五月升福建按察司副使，管屯盐，二十九年七月升右参政，晋本省按察使，治兵漳南，三十四年五月以平定闽妖吴建功等，赏银币，命吏部纪录。同年奉表入贺萬壽節，便道歸里，在宴客中暴疾而亡。

## 家族
曾祖父高琚；祖父高鸞，西园公；父高科，雲樓公。母王氏。慈侍下。兄高朗（主簿）、高朋、高道中（庠生）、高從詩、高從書。弟高望、高從易。一子高德基，娶都御史金学曾孫女。